# 褚遂良

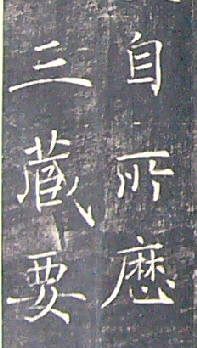
『雁塔聖教序』（部分、拓本）

褚 遂良（ちょ すいりょう、開皇16年（596年） - 顕慶3年（658年））は、唐代の政治家・書家。初唐の三大家の一人。字は登善。河南県公から河南郡公に封ぜられたため褚河南と呼ばれることもある。太宗に仕えて諫言をよくし、後の高宗の教育にもあたった。しかし武則天を皇后に立てることに反対したために左遷された。

## 経歴
褚亮の子として生まれた。杭州銭唐県の出身。本貫は河南郡陽翟県。大業13年（617年）、薛挙が自立すると、その下で通事舎人をつとめた。武徳元年（618年）、父とともに唐に降り、秦王府（太宗即位前の幕府）の鎧曹参軍（武器の管理役）となった。貞観10年（636年）、秘書郎から起居郎となり、また虞世南が死去したことで魏徴の推薦により書道顧問となった。
貞観18年（644年）、諫議大夫から黄門侍郎へと進み、太宗に深く信頼された。太宗の後継問題に際しては李治（後の高宗）を推薦して、皇太子となった李治の傅役を任された。貞観23年（649年）、太宗が崩御するに際しては高宗を補弼するよう遺詔を賜り、どのような事があっても死刑は免ずると言う権利を得た。高宗即位後、高宗の信頼も受けて中書令から尚書右僕射へと累進し、長孫無忌・李勣・于志寧と共に重鎮となっていた。しかし、永徽6年（655年）に高宗が武照（武則天）を皇后に立てることを建議し、褚遂良は強硬に反対したが、武則天と高宗により押し切られた。このことにより武則天の恨みを買い、死刑に処されかけたが、遺詔により死刑は免ぜられた。その代わりとして潭州都督、桂州都督と左遷され、最終的に愛州（現在のベトナム中部、タインホア省）にまで流され、そこで死去した。
子に褚彦甫・褚彦沖がいたが、ともに愛州に流されて殺害された。神龍元年（705年）に褚遂良の一家は名誉回復されて、爵位を戻された。

## 書風（「褚法」）
六朝期から発展しつつあった楷書を高度に完成させた南派の虞世南・北派の欧陽詢の書風の特徴を吸収・融合しながら、それを乗り越えて独自の書風（「褚法」）を確立した。特に晩年の『雁塔聖教序』は楷書における最高傑作の一つとされ、後の痩金体につながるなど後世に多大な影響を与えた。一般に力強さが特徴的な北派に属するといわれるが、結体は扁平で安定感のある南派の性質を併せ持っており、従来からの帰属論争はあまり重要性を持たないように思われる。また王羲之の真書鑑定職務についており、その書をよく学んだと思われる。40代における『伊闕仏龕碑』や『孟法師碑』には隷書の運筆法が見られ、そして線は細いながらも勁嶮・剛強と評される一方で、50代における『房玄齢碑』や『雁塔聖教序』では躍動的で流麗な作風に一変した。
遂良の書は結体閑雅で悠揚迫らず、変化の多様と情趣の豊かな点では初唐の三大家の中でも最も優れている。

## 作品

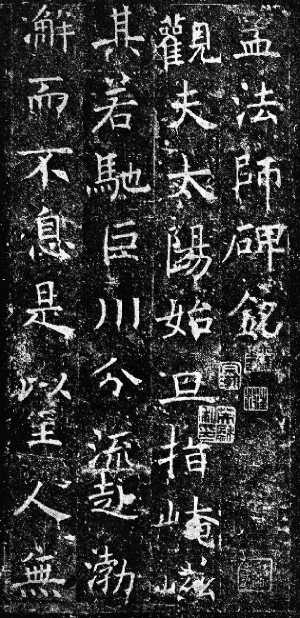
『孟法師碑』（部分）

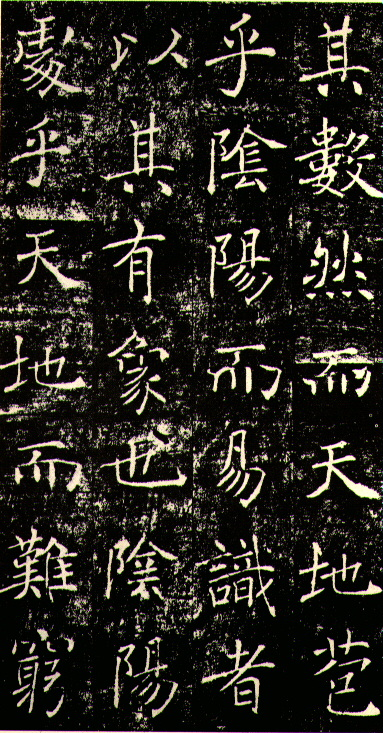
『雁塔聖教序』（部分）

現在残っている褚遂良の作品は次の4つで、いずれも楷書体である。
- 伊闕仏龕碑（いげつぶつがんひ）
- 孟法師碑（もうほうしひ）
- 房玄齢碑（ほうげんれいひ）
- 雁塔聖教序（がんとうしょうぎょうじょ）

根拠に乏しいが、褚遂良の作品だといわれているものは主に次の通りである。
- 蘭亭序　八柱本第二（臨模）
- 枯樹賦（こじゅふ）
- 文皇哀冊（ぶんこうあいさく）
- 倪寛賛（げいかんさん）
- 陰符経
- 楷書千字文
- 行書千字文

### 伊闕仏龕碑
貞観15年（641年）、遂良45歳の時の楷書である。伊闕とは洛陽の南方にある龍門のことで、その石窟の賓陽洞（ひんようどう）の南の外壁に刻された摩崖碑がこれである。碑文の内容は太宗の四男の魏王李泰が生母の長孫皇后の追善のために、新たに石窟を造営したことを記したものであるが、損傷が甚だしく、今日では紀年の文字は見られない。しかし、宋の欧陽脩の『集古録跋尾』に記述されているところによって、岑文本（しんぶんぽん）の撰文、褚遂良の書、貞観15年の建碑であることがわかっている。篆額は「伊闕佛龕之碑」、碑文は各行51字、行数は近拓本では32〜33行である。字の大きさは4cmあり、彼の書碑の中では最も大きいものである。

### 孟法師碑
建碑は貞観16年（642年）。碑文は岑文本の撰文で、碑は孟法師（542年 - 638年）が生涯住持した至徳観という女道士の寺院に建碑された。しかし、原石は北宋末の頃、東隣の国子監に移され、その後いつの間にか失われたという。そのため拓本は少なく、その中で唐拓孤本が、清の道光年間、撫州府臨川県の李宗瀚の収蔵であったが、今は日本の三井文庫蔵となっている。
碑文によると孟法師は江夏郡安陸県の人で、俗名を孟静素という女道士である。隋の文帝（楊堅）に招かれ、公卿以下、帰依する者が多かったといわれる。遂良のこの書には欧陽詢・虞世南を合して新生面を開こうとする努力が見られ、のちの『雁塔聖教序』を生む母胎をなしている。

### 房玄齢碑
建碑は永徽3年（652年）と推定されている。房玄齢は唐の開国の功臣で昭陵に陪葬された。その墓碑がこれで昭陵博物館に現存する。碑文は早くから磨滅し、僅かに上部の5分の2くらいが読めるだけで、撰者・筆者・立碑の年月などは全く見られない。しかし、その書風から『雁塔聖教序』と同筆であることは疑いない。また建碑の年月は、『金石萃編』（きんせきすいへん）の著者の王昶の考証によって永徽3年（652年）とする説が多いが、確かではない。精拓本が極めて少ないので、『雁塔聖教序』のように注目されていないが、筆跡はそれと変わらない。

### 雁塔聖教序
建碑は永徽4年（653年）。玄奘が貞観19年（645年）に帰朝してインドから持ち帰った仏典の翻訳を進めていた際、太宗は彼の功績に対し「聖教序」（序）の文を作り、また当時（貞観22年）皇太子であった高宗も「述聖記」（記）を作文した。碑文はこの「序」と「記」で、二碑に分かれており、両碑を総じて『雁塔聖教序』と称し、陝西省西安の大慈恩寺内の大雁塔に現存する。保存は極めて完好である。
慈恩寺は太宗が玄奘のために建立したもので、玄奘は永徽3年（652年）この寺院内にインド式建築の大雁塔の建造に着手し2年で完成した。この大雁塔の上層には石室があり、彼がインドから持ち帰った仏典を保管し、その南面にこの「序」と「記」とを褚遂良に書かしめて置いた。しかし、のちにこの塔は崩れ上部を失ったため、長安年間に再建して7層塔にした。その際、最下層の南面の入口の両側に龕室を造り、両碑は東側に「序」を、西側に「記」を嵌めこんだ。今日見られるのはこれである。両碑は同形同大の黒大理石で、碑額は「序」は「大唐三蔵聖教之序」、「記」は「大唐三蔵聖教序記」とそれぞれ2行に書かれ、碑文は「序」は右より、「記」は左より書かれている。それぞれの末行の文によると、遂良は「序」を永徽4年10月に、「記」を同年12月に書いている。

### 枯樹賦
貞観4年（630年）、褚遂良35歳のときの書で、褚書中、書写年代の最も早い優れた行書である。『枯樹賦』は、庾信が作った賦で、褚遂良の書のそれは、古くは徐浩の『古迹記』に見える。この『古迹記』の文や書風から見て、遂良のものであると推定されている。
現行の帖によると、末尾に「貞観四年十月八日為燕国公書」とあるだけで、書者の名が示されていない。またその真跡は現存せず、『戯鴻堂帖』・『聴雨楼帖』・『玉煙堂帖』・『鄰蘇園帖』などの集帖にその翻刻を見るのみである。楊守敬は集帖にあるものでは『聴雨楼帖』が最佳であるとしている。

### 文皇哀冊
唐の太宗の崩御を悼んだ文で、署名はないが、貞観23年（649年）の遂良の書とされている。書体は楷書である。哀冊とは、皇帝の葬儀のとき、中書令が読む弔辞なので、太宗の喪礼（そうれい）のとき中書令であった遂良の自作の哀冊文とされている。この文は、『唐文粋』・『文苑英華』・『唐大詔令集』に収録されているが、それら各々の間にも字句の異同があり、また現存の法帖との間にも異同がある。単に転写の際の誤りのみでなく、改稿したものがそれぞれに伝わったためと思われる。
明の有名な評論家、王世貞はこの真跡本を入手して跋を書いており、その跋文によると、薛紹彭などの題識があり、また、米友仁の跋もあって、「遂良の真跡にあやまりなし」と断じている。この真跡本は今は失われているが、その刻本は早くから行なわれ、『戯鴻堂帖』・『鬱岡斎帖』・『秀餐軒帖』・『鄰蘇園帖』などの集帖に刻されている。

### 倪寛賛
古来、遂良の真跡であるといわれていたが、書中に彼が仕えた太宗・高宗の諱字を避諱していないほか、種々の点で南宋の模本と推定されている。台北・故宮博物館に現存し、書品は虞世南の『孔子廟堂碑』にせまる優品の楷書である。『鬱岡斎帖』・『三希堂法帖』に刻されている。

## 伝記
- 『旧唐書』巻八十 列伝第三十「褚遂良伝」
- 『新唐書』巻一百五 列伝第三十「褚遂良伝」